# 陳國強 (前沙田區議員)
陳國強（英語：James Chan Kwok-keung，1966年12月14日—），英國倫敦大學畢業，主修政治經濟。 現任公司董事，組織「正義行動」的代表、前香港沙田區議會錦濤選區議員。
曾於2010年香港立法會地方選區補選、2012年香港立法會選舉，以及2012年區議會選舉沙田鞍泰區補選中參選均落敗，後於2015年香港區議會選舉中於沙田錦濤選區中當選。他亦是東華三院黃鳳翎中學的家長教師會的常務委員之一。因其主張香港獨立，兩度被選舉主任取消立法會參選資格。
2019年8月30日，香港警方11時在陳國強前議助邱文勁位於旺角寓所將涉嫌8月13日在機場集會中襲警的邱拘捕，將他帶到旺角警署。

## 從政生涯

### 2010年五區公投
2009年底，屬於泛民主派的兩個政黨公民黨與社民連聯合發起五區總辭運動，透過派出立法會議員辭職引發補選，以爭取「儘快實現真普選、廢除功能組別」作為唯一選舉議題，希望將補選當作為「變相公投」讓市民投票。
當時寂寂無名的陳國強，以「非暴力社會運動」名義，於新界東參與補選，聲言要狙擊社民連梁國雄。他不點名指責社民連及公民黨強推五區公投是「以民主名義的獨裁行為」，是「墮落政治人物玷污了自由民主的真義」，更要求兩黨五名辭職立法會議員不能再參選，「因為這是對香港人和民主的侮辱」。 最終，在2010年香港立法會地方選區補選中，陳國強只得到7,310票，以超過十萬之差票敗於獲得108,927票的梁國雄。

### 2012年立法會選舉
在2012年香港立法會選舉，陳國強以獨立身份再戰新界東，但他的攻擊對象由梁國雄轉為建制派。在選舉論壇上怒斥民建聯陳克勤，又在發言時間中借出時間予上次他的狙擊對象梁國雄炮轟建制派，因而被稱為「新東爆seed王」。最終，他只得2,327票落敗，更被沒收保證金。不過他在論壇的出位言論，令他的知名度上升。

### 2012年沙田區議會鞍泰選區補選
2012年，民建聯區議員楊祥利因破產喪失議席，沙田區議會鞍泰選區須進行補選。陳國強亦有參選，最終得83票落敗。是次補選，民建聯招文亮得1,488票，以45票之差險勝民主黨的游月華（得1,443票）。

### 2015年區議會選舉
2015年香港區議會選舉，陳國強為阻止民建聯楊文銳自動當選，空降錦濤選區參選。政綱是「換個議員，香港重歸正義！」，得到選區內一批支持民主黨前區議員何淑萍的街坊協助。最後，他得到2,592票，以137票之差，擊敗擔任8年錦濤區議員的民建聯沙田支部主席楊文銳，成功當選。選後他表示會兌現多年來的競選承諾，捐出所有議員薪金。

### 2016年立法會新界東補選
在2016年舉行的新界東補選，陳國強表態支持公民黨的楊岳橋。在選舉結束後，他所屬的錦濤選區票站，其中一個投票箱的鑰匙不翼而飛，事件引起在場監票員、市民不滿並鼓譟。票站主任其後表示徵詢法律意見後，決定報警爆箱。其後陳國強立即向傳媒揭發：「你（票站主任）講大話！你頭先係話要爆箱，之後你打比律政司，叫律政司批准你爆箱。（你說謊！你剛才說要爆箱，後來你打給律政司，叫律政司批准你爆箱。）」當警員到場後，他更炮轟選舉事務處及香港政府，多次利用警察作磨心，製造警民對立。

### 2016年香港立法會選舉
2016年6月18日，陳國強以「抗共反赤，推動本土」為綱領，宣佈參與選立法會選舉超級區議會界別，本土民主前線和青年新政均有撐場。陳批評泛民主派只懂議會抗爭方式落後，表示進入議會後必會用盡一切激進手段為港人爭取權益。7月29日，陳宣布放棄競逐超級區議會議席，當時獲得12張提名票。於同日突然宣布與梁金成合組名單於新界東選區出選。
8月2日，陳接獲選管會通知，被取消參選資格。選舉主任何麗嫦表示，雖然陳已簽署提名表格上的聲明，卻於8月1日致函給她，表明支持港獨，並強調自己即使簽署了有關聲明，但事實上仍繼續主張和推動港獨。何又指陳未簽署認同香港是中國不可分離部份的確認書，而其港獨主張抵觸《基本法》，因而信納陳並不、亦無意擁護《基本法》，她在徵詢律政司的法律意見後，決定陳的提名無效。
在陳名單上的梁金成及邱文勁，仍獲參選資格，其後該名單成為當屆全香港得票最低的立法會地方選區侯選人，僅取得305票，得票率為0.05%。

### 2016年香港選舉委員會界別分組選舉
陳國強參加2016年香港選舉委員會界別分組選舉，出選新界各區議會界別，以24票落敗，未能參與2017年香港特別行政區行政長官選舉的提名和投票。

### 2018年3月立法會新界東補選
2018年1月29日，即2018年3月香港立法會補選截止報名當日，陳突然宣布參選同一選區，因未能被選舉主任信納其放棄香港獨立的主張，再被取消參選資格及提名無效。

### 2018年11月立法會九龍西補選
2018年10月15日，2018年立法會九龍西補選截止報名當日下午，陳國強前往報名。但選舉主任指出，因為陳國強遞交提名表格時，沒有交選舉按金，所以不能接受他的提名表格。

### 2019年區議會選舉
2019年香港區議會選舉，陳國強於10月15日報名參與區議會選舉爭取於錦濤區連任，但於10月17日退選。

## 爭議

### 立場轉變
- 2010年立法會補選時，陳國強是以「非暴力社會運動」名義參選[5]。但陳參與2016年立法會選舉時，卻揚言「將激進文化帶入議會」[2]。
- 2016立法會新東補選時，陳國強表態支持公民黨的楊岳橋，但之後又支持另一參選人梁天琦。[17]
- 2018年立法會補選時，陳國強表態支持張秀賢參選新界東，[18]但在民主派初選截止報名當日，陳突然宣布參選同一選區，因未能被選舉主任信納其放棄香港獨立的主張，再被取消參選資格及提名無效。

### 公開梁耀忠提名名單
2016年7月20日，陳國強在面書上載梁耀忠參選立法會超級區議會議席的提名表格，要求提名者撤回對梁的提名。梁耀忠批評陳公開其提名表格（據了解，選舉事務處當時尚未公開該份提名名單供公眾查閱，不知為何陳國強會拍攝到名單），並向提名人施壓，對提名人不公道。另外，陳國強指「梁耀忠說不便公開的其中八位傘兵提名人，竟有一路拍心口支持我的好兄弟」，有網民留言稱對麥潤培失望。

### 不知如何報名民主派初選
2017年12月4日，當日中午民主派初選截止報名，數月前曾表態支持張秀賢的陳國強突宣布參選
。陳國強在面書表示有意參加新界東補選的民主派初選，稱「我今朝先知有畀幾萬元報名，點選都唔知（我今天早上才知道有給幾萬塊報名，怎樣選也不知道）」。負責籌辦初選的民主動力召集人趙家賢回應指，民主派早在4月初已經開始展開補選初選機制的會議，至9月時更特別與相關持份者聯絡，其後傳媒亦有報道民主派的初選事宜，「如果真係有心參加初選，唔會last minute先話報名啩？（如果真的有心參加初選，不會最後一刻才說要報名吧？）」同時，陳國強在面書稱「民主派初選」為「偽民主初選」。

### 2018立法會九龍西補選呼籲投白票
2018年11月立法會九龍西補選，選戰前夕陳國強於網上呼籲「有心人」提供「焦土」論橫額，呼籲選民全投白票，並親自掛橫額。泛民候選人李卓人落敗後，陳國強表示「我初初諗住人哥贏喎，我哋係嘈吓咋，點知𠵱家真係大鑊，（李、馮）兩個加埋（啲票）都唔夠陳健康（指陳凱欣），真係諗唔到呢個結果」（我最初認為李卓人會勝出，我們只是發一下嘮囌，想不到現在真的大事不妙了，李卓人、馮檢基二人加起來的票都不夠陳凱欣，真的想不到有這結果）。

### 2019年區議會選舉鎅票爭議
2019年區議會選舉提名期間，因曾為利安選區區議員麥潤培前助理的許立燊參選錦濤區（陳國強及其子陳天俊亦參選此區），陳國強批評麥潤培，指麥暗中已轉投建制派陣營，目的是派許立燊及蘇艷梨向錦濤區及頌安區「鎅票」，協助建制派使其能在是次選舉中得利。但實際上，蘇艷梨並沒有參選。其後於11月2日由當區街坊舉辦「防止攬炒」民意調查，結果陳天俊獲得42%支持率，許立燊以55.3%支持率勝出；但陳天俊落敗後未有停止選舉宣傳。 另一方面，陳國強的前助理邱文勁參與馬鞍山市中心區的區議會選舉，並拒絕和另外兩位民主派候選人（前學民思潮成員鍾禮謙和工黨吳惠靈）參與防止互相「鎅票」「攬炒」的民主派初選。鍾禮謙於民主派初選勝出後，吳惠靈已停止選舉宣傳避免因「鎅票攬炒」使建制派漁人得利，但邱文勁仍繼續選舉宣傳。 。

## 外部連結
- 陳國強的Facebook專頁

| 議會席位      | 議會席位                            | 議會席位      |
| ------------- | ----------------------------------- | ------------- |
| 前任： 楊文銳 | 沙田區議會錦濤區選區 2016年－2019年 | 繼任： 許立燊 |